# Goyenia lucrosa
Goyenia lucrosa är en spindelart som beskrevs av Forster 1970. Goyenia lucrosa ingår i släktet Goyenia och familjen Desidae. Inga underarter finns listade i Catalogue of Life.